# Ширгисвалде
Ширгисвалде (њем. Schirgiswalde) град је у њемачкој савезној држави Саксонија. Једно је од 63 општинска средишта округа Бауцен. Према процјени из 2010. у граду је живјело 2.958 становника. Посједује регионалну шифру (AGS) 14625520.

## Географски и демографски подаци
Ширгисвалде се налази у савезној држави Саксонија у округу Бауцен. Град се налази на надморској висини од 342 метра. Површина општине износи 8,5 km². У самом граду је, према процјени из 2010. године, живјело 2.958 становника. Просјечна густина становништва износи 349 становника/km².